# Три ніздрі
Три ніздрі або Партизанська — горизонтальна печера в гірському масиві Чатир-Даг довжиною 230 метрів. Колись в єдиній печері обвалилось склепіння і тепер вона поділена на декілька окремих частин.
В печері були знайдені предмети часів раннього середньовіччя, а свою другу назву вона отримала через те, що в 1942—1943 роках її використовували партизани як прихисток і склад.